# Serrat de Cabanes
El Serrat de Cabanes és una serra situada al municipi de les Valls d'Aguilar a la comarca de l'Alt Urgell, amb una elevació màxima de 1.753 metres.